# Abramavičius
Abramavičius ist ein litauischer männlicher Familienname, abgeleitet von Abramowitsch.

## Weibliche Formen
- Abramavičiūtė (ledig)
- Abramavičienė (verheiratet)

## Personen
- Armanas Abramavičius (* 1962), Strafrechtler und Richter
- Arnoldas Abramavičius (* 1967), Kommunalpolitiker, Bürgermeister  von Zarasai